# Aluminium Oxid Stade
Koordinaten: 53° 39′ 27″ N, 9° 29′ 54″ O

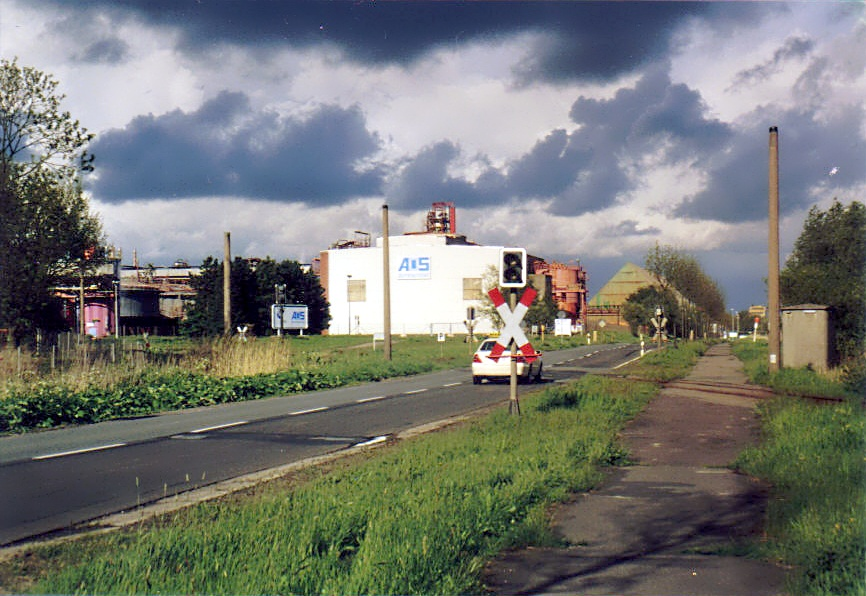
AOS

Die Aluminium Oxid Stade GmbH (AOS) in Stade-Bützfleth ist ein Hersteller in Deutschland, der großtechnisch aus Bauxit Aluminiumoxid (Al2O3) und Aluminiumhydroxid (Al(OH)3) für die Industrie herstellt.
Die 1973 im Industriegebiet Bützfleth in Betrieb genommene AOS ist eine Umarbeitungsgesellschaft, die der britischen DADCO Alumina & Chemicals Ltd. von Victor Dahdaleh gehört. Die AOS nutzt ein Areal von 55 ha Ausdehnung. Dort produziert sie ca. 1,1 Mio. Tonnen Aluminiumoxid im Jahr. Auf dem Gebiet der Ortschaft Bützflethermoor betreibt das Unternehmen seit den 1970er-Jahren eine ca. 1,69 km2 große Rotschlammdeponie. 